# Äußerer Bärenbartkogel
Der Äußere Bärenbartkogel (italienisch Cima Barba d'Orsa di Fuori) ist ein 3473 Meter hoher Berg am Nordende der Planeiler Berge in den südlichen Ötztaler Alpen, gelegen in der italienischen Provinz Südtirol. Die Nordseite des Berges ist bis kurz unter dem Gipfelpunkt von Firn und Eis bedeckt, die Südflanke fällt eisfrei und steil ins obere Matscher Tal ab. Die erste bekannte Besteigung fand, laut Literatur, erst im September 1909 statt durch Fridolin Hohenleitner und Josef Plattner. Die benachbarte Weißkugel hingegen wurde bereits 1845 erstmals begangen. 

## Umgebung
Die nordsüdlich verlaufende Kette der Planeiler Berge trifft am Bärenbartjoch auf den südwestlich-nordöstlich ausgerichteten Weißkamm. Der Äußere Bärenbartkogel bildet den nördlichsten Gipfelpunkt dieser Gruppe, der höhere Innere Bärenbartkogel indessen gehört bereits zum Weißkamm. Der Äußere Bärenbartkogel ist im Westen, Norden und Südosten von Gletschern umgeben. Westlich und nördlich liegt der bis 50° geneigte Freibrunnerferner und im  Südosten ein weniger geneigtes Firnfeld des Matscher Ferners. Benachbarte Berge sind im Osten, getrennt durch das auf 3292 Meter Höhe gelegene Bärenbartjoch, der 3557 Meter hohe Innere Bärenbartkogel und die Weißkugel mit 3739 Metern Höhe. Im Verlauf des Südostgrats schließt sich die Freibrunnerspitze (3366 m) an. Die nächstgelegenen Siedlungen sind Matsch im Matscher Tal in südwestlicher Richtung und Langtaufers im Langtauferer Tal in nordwestlicher Richtung.

## Stützpunkte und Begehung
Der Äußere Bärenbartkogel wird in der Regel von Norden aus begangen. Als Stützpunkt dient die Weißkugelhütte (Rifugio Pio XI alla Palla Bianca) auf 2544 Metern Höhe. Von der Hütte aus verläuft der Weg als Hochtour (nur mit entsprechender Ausrüstung und Erfahrung zu begehen) in südlicher Richtung entweder über den Bärenbartferner oder den Freibrunner Ferner zum Bärenbartjoch, dann führt in westlicher Richtung der firnbedeckte Ostgrat in stellenweise leichter Blockkletterei im Schwierigkeitsgrad UIAA I, in einer gesamten Gehzeit von, laut Literatur, drei bis vier Stunden zum Gipfel. Auch von Süden her, aus dem Matscher Tal, kann der Äußere Bärenbartkogel über die Südseite in vier Stunden bestiegen werden. Über den Matscher Ferner und in einer mäßig schweren Kletterei im Schwierigkeitsgrad UIAA II führt eine Tour durch die Südostflanke.
Eine weitere Variante ist der Aufstieg vom Matscher Tal in das Bärenbartjoch. Über die sandige Moräne am Ende des Matscher Tals geht es über eine kleine Lücke in der Felswand hinauf zum Bärenbartjoch. Von dort kann der gesamte Grat bis zur Freibrunner Spitze begangen werden. Zum Teil beträgt der Schwierigkeitsgrad UIAA III. Der Rückweg erfolgt über das Matscher Joch.

## Name
Der Bergname geht nicht auf die Präsenz von bärtigen Braunbären zurück. Der Namensbestandteil Bart lässt sich vielmehr auf ein Oberinntaler Dialektwort mit der Bedeutung „Wäldchen, Waldzunge“ zurückführen, wodurch sich der Bärenbart schlicht als Bärenwald deuten lässt.